# Lamone
Lamone je obec ve švýcarském kantonu Ticino, okresu Lugano. Žije zde přibližně 1 700 obyvatel.

## Geografie
Obec se nachází na úpatí kopce San Zeno (561 m n. m.) a na levém břehu řeky Vedeggio, asi 5 km severozápadně od největšího města kantonu, Lugana. Její součástí je také vesnice Ostarietta.
Sousedními obcemi jsou Torricella-Taverne na severu, Origlio a Cureglia na východě, Cadempino a Manno na jihu a Bedano a Gravesano na západě.

## Historie

Letecký pohled (1946)

První zmínka o obci pochází z roku 854 jako Namonni. Na kopci San Zeno byl nalezen mušlový kámen. V 9. století zde pravděpodobně vlastnilo statky a feudální práva benediktinské opatství Sant’Ambrogio v Miláně, později katedrální kapitula v Comu, milánští vévodové z 15. století, špitál Santa Maria v Luganu v roce 1423, špitál San Giuseppe a klášter Santa Maria del Carmelo v Piacenze v roce 1514. V roce 1529 byla práva San Giuseppe a kláštera Santa Maria del Carmelo převedena na rod Laghi z Lugana. Staleté spory o obecní hranice s obcí Cadempino byly urovnány až v roce 1887.

## Obyvatelstvo a hospodářství

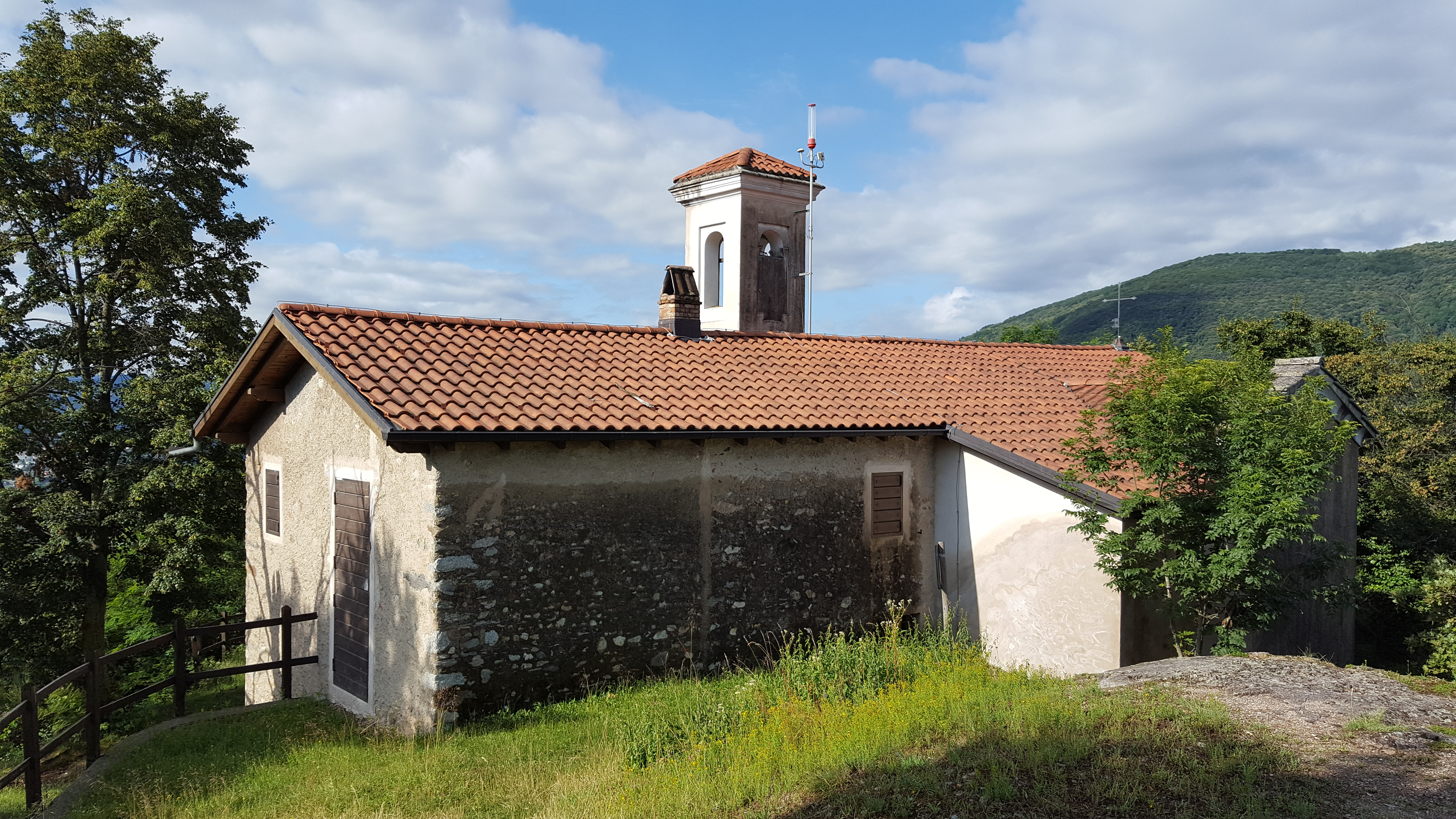
Kostel na vrcholu San Zeno

| Rok            | 1850 | 1900 | 1950 | 1970 | 1980 | 1990 | 2000 | 2010 | 2020 |
| Počet obyvatel | 347  | 375  | 541  | 1325 | 1524 | 1553 | 1564 | 1645 | 1694 |

## Hospodářství
Obyvatelé Lamone se dříve živili zemědělstvím; mlýn je v obci doložen v roce 1619. Další příjmy plynuly z vystěhovalectví, z pily, která fungovala od 18. století až do roku 1950, a z těžby pískovcového lomu u Valeggie. Most přes řeku Vedeggio v Ostariettě byl postaven v letech 1806–1812 při stavbě silnice V této rovinaté oblasti podél řeky a dálnice byla soustředěna většina průmyslových a obchodních podniků, které se v letech 1950–1970 zasloužily o prudký nárůst počtu obyvatel. Železniční stanice Lamone-Cadempino byla postavena v roce 1923.

## Doprava

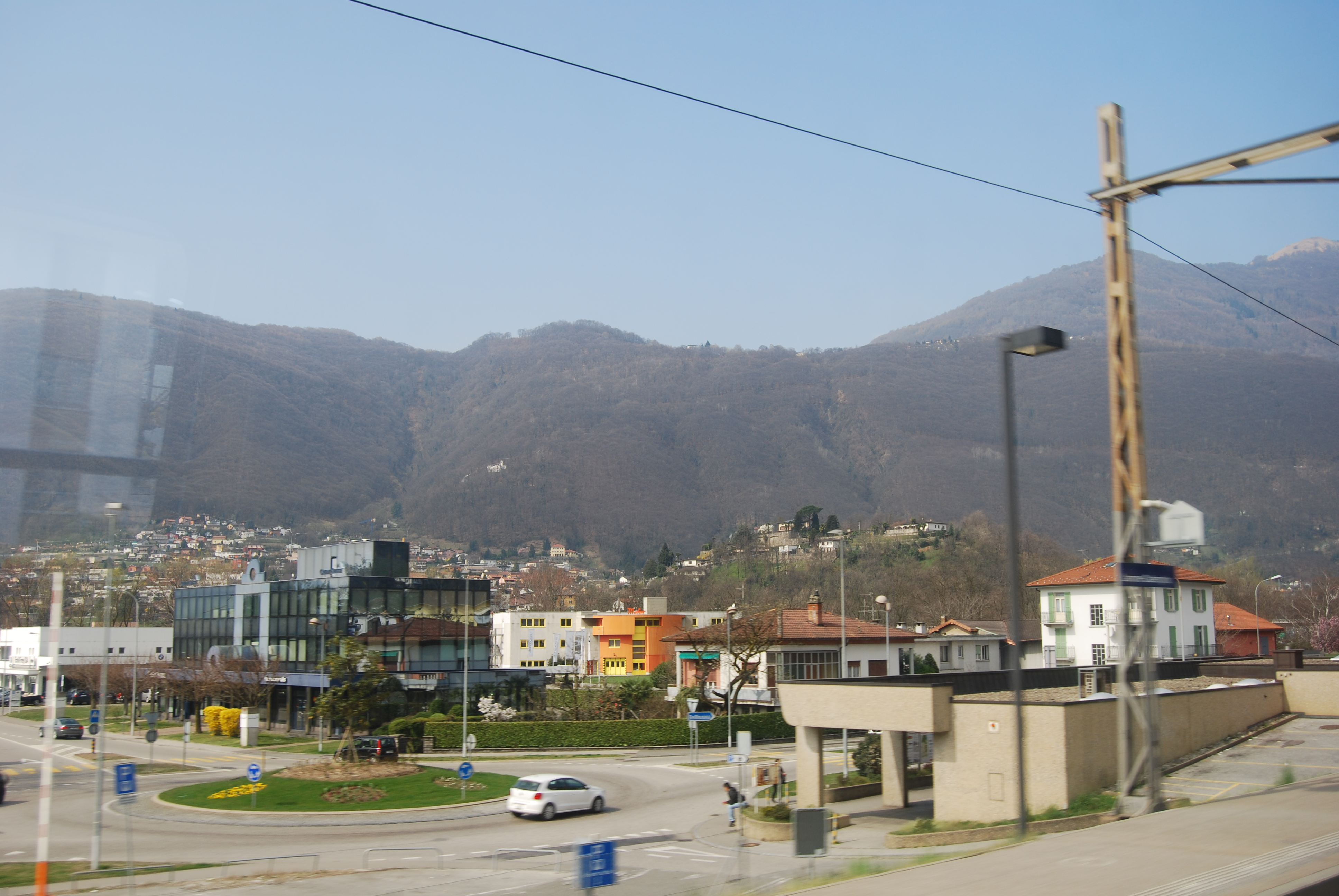
Železniční stanice Lamone-Cadempino

Železniční stanice Lamone-Cadempino se nachází na Gotthardské dráze. Spojení s okolními obcemi zajišťují také linky postbusu.